# Przemyków
Przemyków – wieś w Polsce położona w województwie małopolskim, w powiecie proszowickim, w gminie Koszyce.
Wieś w latach 1869–1931 należała do gminy Filipowice, następnie do chwili obecnej do gminy Koszyce. W latach 1954–1972 była siedzibą Gromadzkiej Rady Narodowej Przemyków. W latach 1975–1998 administracyjnie należała do województwa kieleckiego.

Integralne części miejscowości: Skałka, Szewski Dół, Zabrowarz.
Wieś położona jest pomiędzy drogą krajową 79 (odcinek Nowy Korczyn – Koszyce) a Wisłą, wzdłuż drogi lokalnej łączącej wsie Piotrowice i Siedliska.

## Toponimia
Nazwa pochodzi od nazwy osobowej Przemęk, istniała dawniej w formie Przemęków lub Przemanków.

## Historia
Na terenie Przemykowa istniała osada wczesnośredniowieczna. Po raz pierwszy zanotowana w 1267 r. jako Przemancow. Z 1322 r. pochodzi pierwsza wzmianka o parafii i kościele (drewnianym). Wieś została opisana m.in. w kronice Jana Długosza. Wieś wspomniana została również w Księdze biskupów Krakowskich, która opisuje biskupa krakowskiego Pawła z Przemankowa (ok. XII w.). Ze względu na fakt, iż wieś Przemyków leżała w dobrach książęcych (książąt małopolskich) nie istnieje dobre udokumentowanie jej historii. W 1827 r. liczyła 86 domów i 528 mieszkańców. W 2001 liczyła 172 domy.

## Zabytki
Obiekt wpisany do rejestru zabytków nieruchomych województwa małopolskiego.
- Kościół parafialny pw. św. Katarzyny.

## Galeria zdjęć

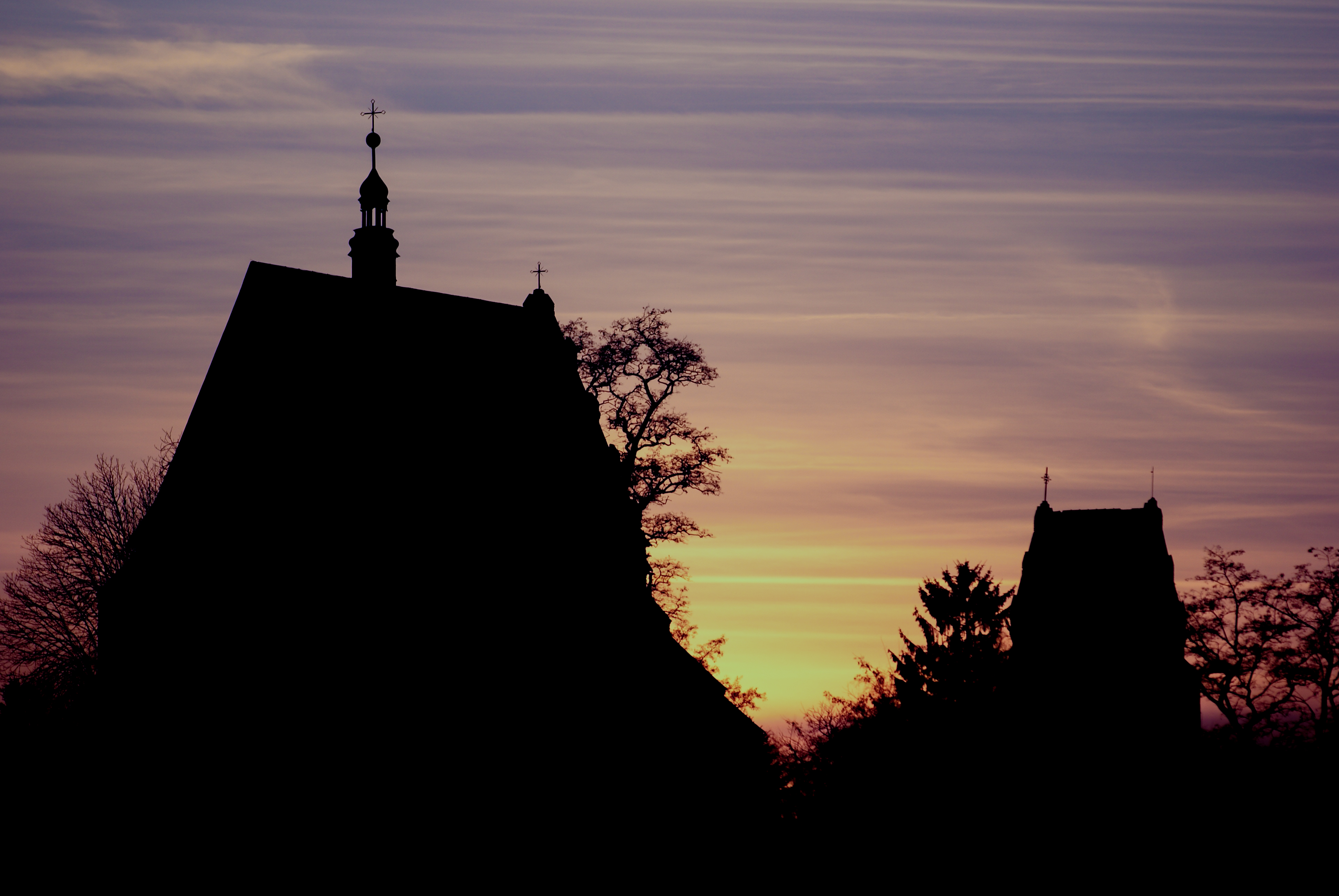
Kościół pw. św. Katarzyny
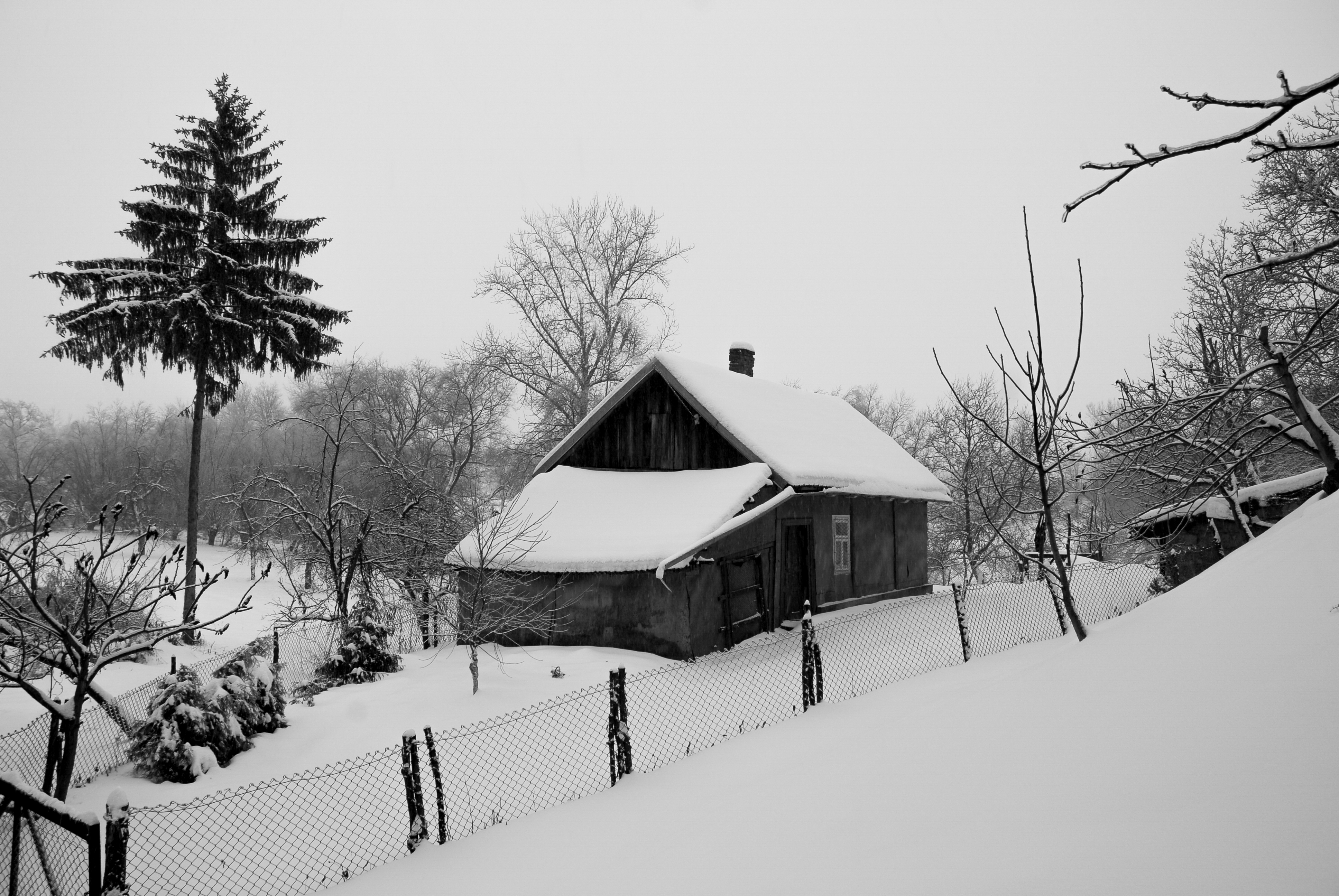
Zabudowania na szlaku tatarskim
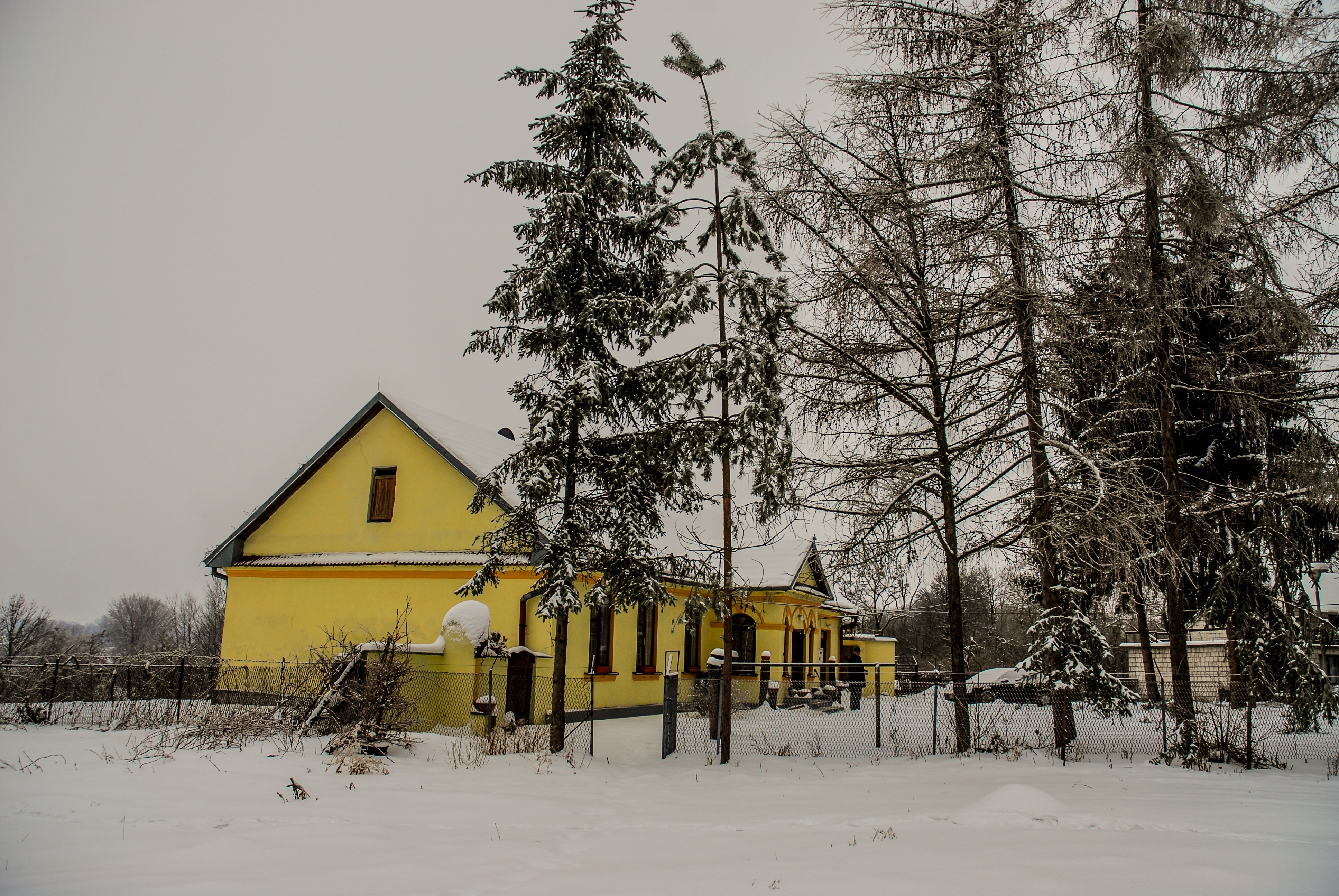
Plebania